# 17e/21e Lancers
Pour les articles homonymes, voir 17e régiment.
Le 17e/21e Lancers est un régiment de cavalerie de l'Armée de terre britannique créé en 1922 par la fusion des 17e et 21e lancers. Il fusionne en 1993 avec le 16e/5e Lancers pour former le Queen's Royal Lancers.